# Pokémon Generations
Pokémon Generations (ポケモンジェネレーションズ Pokemon Jenerēshonzu) er en japansk-animeret original net animation-serie produceret af OLM og udgivet på YouTube af The Pokémon Company. I stil med TV-animefilmen fra 2013,Pokémon Origins, består serien af korte historier inspireret af Pokémon-spilserien (fra Generation I til VI), i modsætning til TV-serien. Hele 18 afsnit blev produceret og blev oprindeligt udgivet på Engelsk på YouTube mellem den 16. september 2016 og den 23. december 2016. De japanske afsnit blev også udgivet via YouTube.

## Afsnit
| Nr. | Titel                                               | Regionen        | International visning | Japansk visning   |
| --- | --------------------------------------------------- | --------------- | --------------------- | ----------------- |
| 1 | "The Adventure" "Bōken" (冒険)                      | Kanto til Kalos | 16. september 2016    | 9. december 2016  |
| En Pokémontræner (hovedpersonen fra Pokémon Red og Blue) fanger en vild Pikachu, drager ud på en lang rejse og dyster mod Pokémon i forskellige regioner, fra Kanto til Kalos                                                              |                                                     |                 |                       |                   |
| 2 | "The Chase" "Tsuiseki" (追跡)                       | Kanto           | 16. september 2016    | 9. december 2016  |
| I Kanto-regionen anførere Looker en enhed for at infiltrere Viridian City-styrkecenter for at fange Team Rockets leder, Giovanni. |                                                     |                 |                       |                   |
| 3 | "The Challenger" "Chōsensha" (挑戦者)               | Kanto           | 23. september 2016    | 9. december 2016  |
| Et Elite Four-medlem kæmper mod en udfordrer (rivalen fra Red og Blue), som ønsker at blive Kanto-regionens mester. |                                                     |                 |                       |                   |
| 4 | "The Lake of Rage" "Ikari no Mizūmi" (いかりの湖)   | Johto           | 30. september 2016    | 9. december 2016  |
| Efter at være stødt på en rød Gyarados, infiltrerer Elite Four-medlemmet Lance en facilitet, der er blevet overtaget af resterende Team Rocket-medlemmer.                                                                                  |                                                     |                 |                       |                   |
| 5 | "The Legacy" "Keishō" (継承)                        | Kanto og Johto  | 7. oktober 2016       | 9. december 2016  |
| Efter Team Rockets invasion på Goldenrod Radio Tower, spørger Looker Giovannis søn (rivalen fra Pokémon Gold og Silver) ind til hans fars færden og planer.                                                                                |                                                     |                 |                       |                   |
| 6 | "The Reawakening" "Saisei" (再生)                   | Johto           | 7. oktober 2016       | 9. december 2016  |
| Eusine udforsker Ecruteak Citys nedbrændte tårn i Johto-regionen, som han undersøger legenderne om de tre Pokémon—Entei, Raikou og Suicune—som blev genoplivet af dets flammer.                                                            |                                                     |                 |                       |                   |
| 7 | "The Vision" "Bijon" (ビジョン)                     | Hoenn           | 14. oktober 2016      | 16. december 2016 |
| I Hoenn-regionen forsøger Team Magma at holde en ubuden gæst (hovedpersonen fra Pokémon Ruby og Sapphire og hans Sceptile på afstand, som de forbereder sig på at bringe deres drømme ud i virkeligheden.                                  |                                                     |                 |                       |                   |
| 8 | "The Cavern" "Kaitei Dōkutsu" (海底洞窟)            | Hoenn           | 21. oktober 2016      | 16. december 2016 |
| I de dybe undervandstunneler vækker Archie, Team Aquas leder, Primal Kyogre, og sætter noget fri, der forsøger at oversvømme verden, og som han ikke kan kontrollere.                                                                      |                                                     |                 |                       |                   |
| 9 | "The Scoop" "Sukūpu" (スクープ)                     | Hoenn           | 28. oktober 2016      | 16. december 2016 |
| Repportøren Gabby og hendes kameramand, Ty, afslører tophemmelige optagelser af en Pokémondyst mellem to legendariske Pokémon fra de ydre rum: Deoxys og Mega Rayquaza.                                                                    |                                                     |                 |                       |                   |
| 10 | "The Old Chateau" "Mori no Yōkan" (森の洋館)        | Sinnoh          | 28. oktober 2016      | 22. december 2016 |
| I Sinnoh-regionen ankommer Cheryl og hendes Chansey til det gamle slot i Eterna Forest, uvidende om dets hjemsøgende natur. |                                                     |                 |                       |                   |
| 11 | "The New World" "Atarashii Sekai" (新しい世界)      | Sinnoh          | 4. november 2016      | 22. december 2016 |
| Team Galactics leder, Cyrus, forsøger at skabe en ny verden ved Spear Pillar, og han støder på Giratina, som tager Cyrus med sig til den forvrængede verden.                                                                               |                                                     |                 |                       |                   |
| 12 | "The Magma Stone" "Kazan no Okiishi" (火山のおき石) | Sinnoh          | 11. november 2016     | 22. december 2016 |
| Resterende Team Galactic-medlemmer, under Charons ledelse, vækker Heatran i Star Mountain, men Buck, Looker og deres Pokémon sætter sig op imod dem.                                                                                       |                                                     |                 |                       |                   |
| 13 | "The Uprising" "Hanran" (反乱)                      | Unova           | 18. november 2016     | 26. januar 2016   |
| Team Plasmas slot stiger fra den jord, der omgiver Unova-Pokémonligaen, men Unovas Styrkecenterledere ankommer for at redde verden fra Ghetsis' onder planer.                                                                              |                                                     |                 |                       |                   |
| 14 | "The Frozen World" "Kogoeru Sekai" (凍える世界)     | Unova           | 23. november 2016     | 26. januar 2016   |
| Styrkecenterleder Drayden kæmper mod Team Plasma i Opelucid City, men det går helt galt, som Colress sætter sit hemmelige våben fri i byen.                                                                                                |                                                     |                 |                       |                   |
| 15 | "The King Returns" "Kikan" (帰還)                   | Unova           | 2. december 2016      | 26. januar 2016   |
| Ghetsis forsøger at fryse verden til is med Kyurem, men N ankommer med REshiram for at stoppe ham. |                                                     |                 |                       |                   |
| 16 | "The Beauty Eternal" "Eien no Bi" (永遠の美)        | Kalos           | 9. december 2016      | 2. februar 2016   |
| Lysandre, direktør for Lysandre Labs, holder pressemøde, møder kvinder og fremviser sit firmas seneste teknologi, alt imens at han skjuler sine skumle planer for Kalos' befolkning.                                                       |                                                     |                 |                       |                   |
| 17 | "The Investigation" "Sōsa" (捜査)                   | Kalos           | 16. december 2016     | 2. februar 2016   |
| Looker og Mimi, en Espurr, forfølger den maskerede Pokémontyv, Essentia, og mistænker, at det er Emma, deres venlige og uskyldige assistent.                                                                                               |                                                     |                 |                       |                   |
| 18 | "The Redemption" "Aganai" (贖い)                    | Kalos           | 23. december 2016     | 2. februar 2016   |
| Kalos' nye mester (den mandlige hovedperson fra Pokémon X og Y) nærmes af AZ, som vil dyste, mens at en moder fortæller sin datte om AZs historie angående Floette og det ultimative våben, som blev brugt til at afslutte Pokémon-krigen. |                                                     |                 |                       |                   |

## Stemmer
- Fumiko Orikasa - Træners Pikachu, Lorelei
- Keiji Fujiwara - Looker (first voice)
- Kenyu Horiuchi - Looker (second voice)
- Akio Otsuka - Giovanni
- Jun Fukuyama - Udfordrer
- Yoshimasa Hosoya - Lance
- Takanori Hoshino - Bruno
- Hisako Kyōda - Agatha
- Wataru Takagi - Petrel
- Ryōta Ōsaka - Giovannis søn
- Hiroshi Tsuchida - Eusine
- Seiji Sasaki - Maxie
- Misato Fukuen - Courtney
- Akio Suyama - Tabitha
- Rikiya Koyama - Archie
- Takako Honda - Shelly
- Tetsu Inada - Matt
- Maaya Sakamoto - Gabby
- Makoto Yasumura - Ty
- Nobuo Tobita - Professor Cozmo
- Mamiko Noto - Cheryl
- Satomi Kōrogi - Cheryls Chansey
- Rie Kugimiya - Pige
- Kinryū Arimoto - Ældre herre
- Kenjiro Tsuda - Cyrus
- Aya Endō - Cynthia
- Daiki Yamashita - Saturn
- Sayaka Kitahara - Mars
- Michiko Kaiden - Jupiter
- Hiro Shimono - Buck
- Kōsei Tomita - Charon
- Rina Hidaka - Iris
- Masayuki Omoro - Giallo
- Tomoyuki Shimura - Zinzolin, Clay
- Masami Iwasaki - Drayden
- Shūhei Matsuda - Bronius, Burgh
- Suzune Okabe - Ryoku
- Ryōma Abe - Gorm
- Masaaki Ihara - Rood, Brycen
- Saori Takayama - Lenora
- China Kitahara - Elesa
- Noriko Shibasaki - Skyla
- Tokuyoshi Kawashima - Colress
- Akira Ishida - N
- Show Hayami - Ghetsis
- Hiroki Tōchi - Lysandre
- Sayaka Ohara - Diantha
- Marina Inoue - Malva
- Maaya Uchida - Emma
- Takaya Hashi - AZ